# La Puissance de Madonna
La Puissance de Madonna (The Power of Madonna dans la série américaine) est le quinzième épisode de la série télévisée Glee. Il est diffusé sur la chaîne Fox pour la première fois le 20 avril 2010. Lorsque Sue Sylvester (Jane Lynch) demande que des chansons de Madonna soient diffusées pendant les intercours, Will Schuester (Matthew Morrison) affecte un thème sur Madonna dans son club afin d'habiliter les membres féminins du groupe. La Puissance de Madonna a été créé et réalisé par Ryan Murphy et est un hommage envers Madonna, dans lequel les personnages reprennent huit de ses chansons. La chanteuse à accorder à Glee le droit de reprendre sa musique. Le jour de la diffusion de l'épisode, l'album Glee: The Music, The Power of Madonna sort dans les bacs.
L'épisode est visionné par 12,98 millions de téléspectateurs et est très bien reçu par les critiques. Entertainment Weekly et MTV le considère comme le meilleur épisode de la série tandis que Houston Chronicle le considèrent comme « le moment le plus agréable de toute l'histoire de la télévision ». D'autres critiques sont moins positives, The A.V. Club critique le nombre écrasant de prestations qui peuvent perturber l'équilibre de l'émission et IGN remet en cause le scénario. Madonna elle-même adore l'épisode, en disant qu'il est « brillant sur toutes les sauces ». En 2010, Jane Lynch reçoit le Primetime Emmy Award de la « meilleure actrice dans une comédie » pour sa prestation et le Creative Arts Emmy Award de la « meilleure musique dans une comédie ou drame ».

## Synopsis
Sue Sylvester entraîne ses pom-pom girls sur Madonna pour qu'elles soient plus à l'aise dans leurs chorégraphies. Poursuivant le chantage qu'elle faisait au Principal Figgins (Iqbal Theba) dans l'épisode Fuis-moi, je te suis, Sue fait passer des chansons de Madonna à la place de la sonnerie tout au long de la journée. Will Schuester surprend les filles du club discuter de leurs difficultés dans leurs relations et leurs vies. Rachel (Lea Michele) demande des conseils aux autres filles envers un garçon qui la pousse à avoir des relations sexuelles tandis que Tina (Jenna Ushkowitz) leur dit qu'Artie (Kevin McHale) lui a demandé de porter des vêtements plus révélateurs si elle veut sortir avec lui. Quand Will voit les Cheerios faire une chorégraphie de Ray of Light, il organise un thème sur Madonna pour que les filles retrouvent leur égalité par rapport aux garçons. Les garçons ne sont pas impressionnés (sauf Kurt) de voir les filles faire une chorégraphie d'Express Yourself. En tant que codirecteurs du groupe, Rachel et Finn (Cory Monteith) font un mash-up de Borderline et Open Your Heart.
Lorsque Will se moque se moque de Sue, Kurt (Chris Colfer) et Mercedes (Amber Riley) la relookent, recréant le clip de Vogue. La conseillère d'orientation Emma Pillsbury (Jayma Mays) s'inspire de l’exemple de Madonna pour dire à Will qu'elle a l'intention de perdre sa virginité avec lui ce soir. Santana (Naya Rivera) veut prendre la virginité de Finn, Rachel et Jesse St. James (Jonathan Groff) décident d'avoir des relations sexuelles, ce qui conduit à une reprise de Like a Virgin entre les trois couples. Finalement, Emma et Rachel ne vont pas jusqu'au bout, mais Finn a des rapports sexuels avec Santana. Il le cache plus tard à Rachel, après avoir conclu que le sexe n'avait aucun sens, et il le regrette, ce qui contraste avec Rachel, qui n'a pas été jusqu'au bout, mais pense que ce qu'elle a fait n'était pas grand chose.
Jesse arrive au lycée William McKinley et quitte donc le groupe des Vocal Adrenaline pour rejoindre les New Directions, comme cela, Rachel et lui pourront être ensemble. Certains membres pensent qu'ils auront moins de solos et que Jesse est en fait un espion de son ancienne chorale. En signe de protestation, Kurt et Mercedes rejoignent les Cheerios et interprètent 4 Minutes au cours d'une réunion. Ils expriment à Will leur mécontentement de ne jamais pouvoir faire de solos, et lui apprennent qu'ils feront partie des deux groupes. Les garçons chantent What It Feels Like for a Girl et traitent mieux les filles. Artie s'excuse auprès de Tina pour son comportement misogyne et ils s'embrassent. L'épisode se termine quand Finn accueille Jesse dans le groupe et lui fait savoir ainsi qu'à Rachel qu'il n'interviendra pas dans leur relation, malgré le fait que les deux personnes ont encore des sentiments l'un pour l'autre. Toute la chorale chante Like a Prayer ; Kurt et Mercedes ont chacun un solo dans la chanson.

## Production

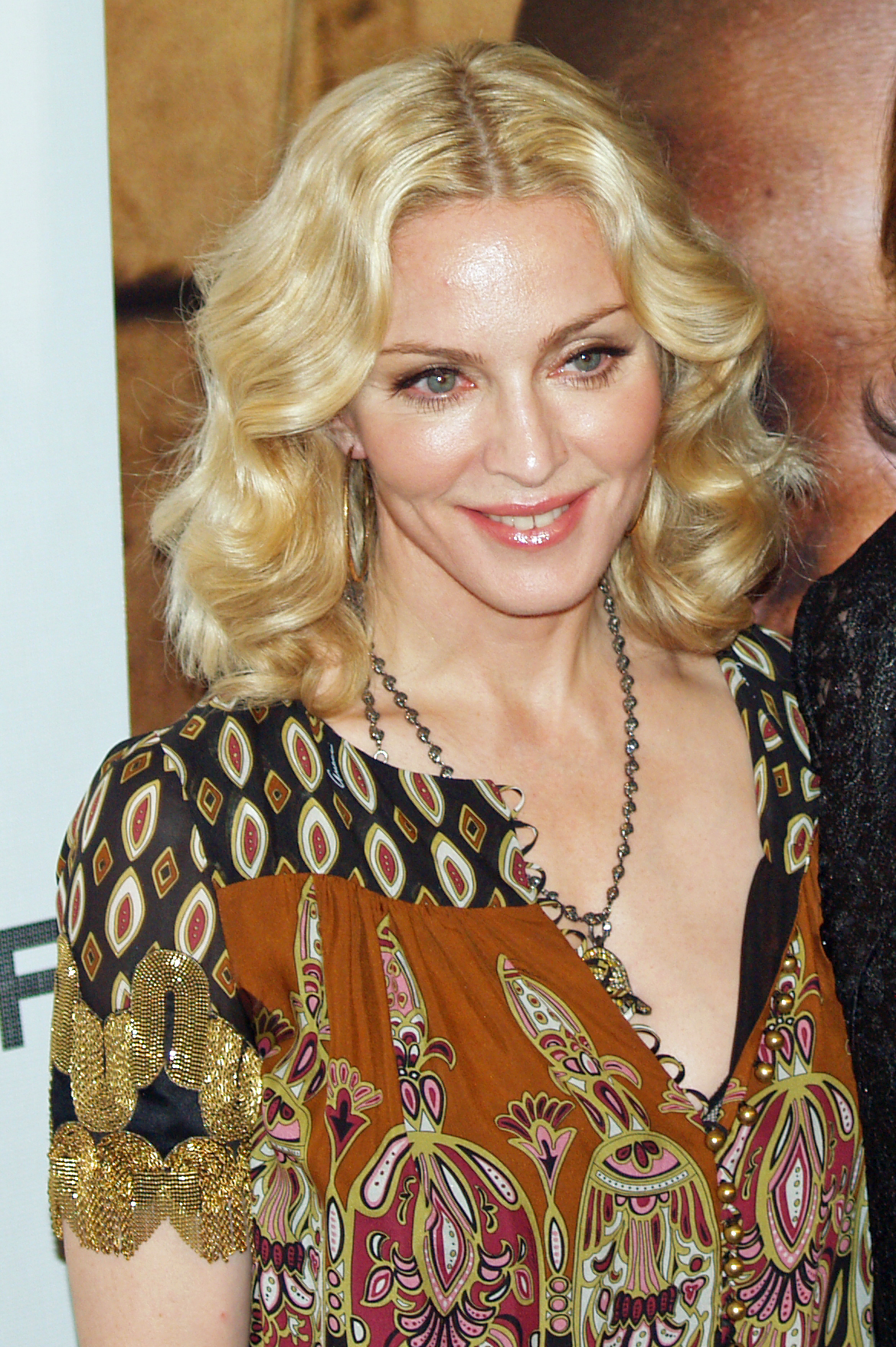
Madonna accorde à Glee les droits pour reprendre l'intégralité de sa musique.

En 2009, Madonna accorde à Glee le droit de reprendre toutes ses chansons et les producteurs prévoient un épisode où il n'y aurait que des chansons de Madonna. Le scénariste Ryan Murphy a travaillé avec Madonna dans le passé et souhaite produire un hommage dans Glee. Madonna est d'accord et « coopère de toutes les manières possibles ». L'épisode est filmé en janvier 2010. Jane Lynch reprend Vogue, c'est la première fois qu'elle chante dans la série. Les répétitions pour la chorégraphie débutent en décembre 2009. Elles sont filmées en noir et blanc, et la vidéo originale est diffusée au-dessus des interprètes quand ils travaillent. Lynch porte aussi un soutien-gorge conique comme Madonna.
Avant d'annoncer la liste des chansons présentes dans l'épisode, Morrison espère que son personnage, Will Schuester, chantera Like a Virgin, car cette chanson pourrait seoir avec la relation qu'il entretient avec Emma Pillsbury, la conseillère d'orientation. William Keck confirme plus tard qu'Emma pourrait être impliquée dans la mise en scène de Like a Virgin car il estime que la chanson est « très appropriée » pour son personnage.
L'Extended Play Glee: The Music, The Power of Madonna, contenant les chansons de l'épisode, est disponible à partir du 20 avril 2010. Il contient Express Yourself, un mash-up de Borderline/Open Your Heart, Vogue, Like a Virgin, 4 Minutes, What It Feels Like for a Girl et Like a Prayer. L'édition téléchargeable sur iTunes présente une piste bonus, Burning Up, qui n'est pas reprise dans l'épisode. Ray of Light, Burning Up, Justify My Love, et Frozen servent de fond musical. Toutes les chansons de l'EP sortent en singles sous le format digital. Une semaine après sa sortie, Glee: The Music: The Power of Madonna atteint la première place du Billboard 200, avec 98 000 exemplaires vendus.

## Réception
« C'est Glee à son meilleur niveau. L'histoire est simple et sinstalle rapidement dans un mélodrame empoté. Les prestations ne sont pas spécialement exceptionnelles mais la plupart d'entre elles se sont nettement améliorées sur les versions originales. Et le plus important, c'est que l'ensemble soit vraiment amusant ».
Lors de sa première diffusion, La Puissance de Madonna est visionné par 12,98 millions de téléspectateurs et atteint un pourcentage 5.3/13 dans la tranche d'âge des 18-49 ans. Au Royaume-Uni, l'épisode a été vu par 1,98 million de téléspectateurs et est l'émission hebdomadaire la plus regardée sur la télévision numérique. Il atteint le plus fort audimat dans la tranche des 16-34 ans. Au Canada, l'épisode reçoit une audience de 2,096 millions de téléspectateurs et est la sixième émission de la semaine. En Australie, Glee atteint des records d'audiences dans toutes les tranches d'âges. Glee rassemble 1,42 million de téléspectateurs et est la onzième émission la plus regardée dans la semaine. En France, l'épisode est diffusé pour la première fois le 20 avril 2011 sur W9, après les épisodes Tragédie en sous-sol et Fuis-moi, je te suis. Il attire un million de téléspectateurs pour 5,5 % des parts d'audience et atteint ainsi la deuxième place auprès des 15-25 ans et la troisième chez les ménagères de moins de 50 ans.
Lynch reçoit le Primetime Emmy Award pour son rôle d'actrice dans une comédie grâce à sa reprise de Vogue,. Lors des Creative Arts Emmy Awards de 2010, Philip P. Palmer, Doug Andham et Joseph H. Earle, gagnent le prix de la « meilleure musique pour une comédie ou un drame ». Lou A. Eyrich et Marisa Aboitiz sont nommées pour le prix du « meilleur costume dans une série ». En compétition contre l'épisode De la Poudre aux Cheveux, Stacey K. Black, Mary G. Stultz, Roxanne N. Sutphen et Gina Bonacquisti sont nommés pour le prix de « la meilleure coiffure dans un épisode » et en compétition contre Complètement Gaga, Eryn Krueger Mekash, Kelley Mitchell, Jennifer Greenberg, Robin Neal-Luce, Kelcey Fry et Zoe Haywas sont nommés pour le prix du « meilleur maquillage dans un épisode ».
Madonna apprécie l'épisode et dit à Us Weekly qu'elle le trouve « parfait sur tous les points », en parlant du scénario et du message de l'égalité. L'épisode reçoit des critiques positives pour la plupart. Ken Tucker du magazine Entertainment Weekly le considère comme l'un des « meilleures moments que vous puissiez voir à la télé cette année » et ajoute que l'épisode rend à Madonna « le plus grand compliment possible » non pas pour exprimer une grande admiration envers la chanteuse mais pour « montrer l'importance de Madonna ». Tim Stack, journaliste du même magazine, pense qu'il s'agit à ce moment-là du meilleur épisode de Glee et donne à la plupart des prestations, les notes B+ et A+. Stack pense que l'épisode a été à la hauteur de sa publicité, une opinion approuvé par Aly Semigran de MTV qui estime également que La Puissance de Madonna est le meilleur épisode de la série à ce jour. Bobby Hankinson du journal Houston Chronicle va plus loin en disant que La Puissance de Madonna est « le meilleur moment de télévision de tous les temps ». Kevin Coll de Fused Film pense que l'épisode rachète la série après « son comeback lamentable » (Fuis-moi, je te suis) : « C'est une grande histoire qui explore les personnages de Glee plus en profondeur que jamais ».
Todd VanDerWerff de The A.V. Club donne la note B à l'épisode et est moins positif que les autres critiques. Alors qu'il déclare que les chansons sont « parmi les meilleures chansons que la série ait jamais faites », il pense que « tout ce qu'il y a autour des personnages est délaissé », critiquant le nombre de prestations durant la première moitié de la saison rompant l'équilibre de la série. Eric Goldman du site IGN donne une note de 8/10 à l'épisode, en ajoutant qu'il fait partie d'une minorité ne « l'aimant pas absolument », il trouve que La Puissance de Madonna a « un scénario un peu désordonné, même s'il y a de belles scènes et de bons moments tout au long de celui-ci ».